# عايدة الأمريكاني
عايدة الأمريكاني (19 مايو 1962)، مغنية وكاتبة أردنية اشتهرت بغناء شارات الرسوم المتحركة فترة التسعينات والأغاني الداعمة للقضية الفلسطينية. ترجع اصولها إلى بلدة العباسية في قضاء يافا. الأم ناديا الأيوبي من يافا. مواليد 1962 - لبنان حيث أن الأهل هجروا إلى لبنان في نكبة 1948 وجزء من العائلة هجر إلى الأردن. عاشت ودرست معظم المرحلة الابتدائية والإعدادية في ليبيا. ثم عادت وعائلتها إلى الأردن حيث أكملت دراستها الثانوية وتفوقت وكانت ضمن أوائل المملكة عام 1980. شاركت في أمريكا في حفلات وطنية منها حفلات لدعم علاج أطفال فلسطين.

## حياتها
ولدت في مدينة صيدا في الجنوب اللبناني وعاشت طفولتها فيها غادرت لبنان بعد الاجتياح الإسرائيلي عام 1982 ثم تنقلت بين الولايات المتحدة الأمريكية والأردن، وخلال اقامتها في الولايات المتحدة من اجل تعليم أبنائها، درست وتدربت في مجال الغناء والموسيقى. وعملت في تدريس اللغة العربية للأجانب في المدارس وفي الجامعة في ولاية اوريغون. متزوجة ن المحامي فواز سلامة ولديها ولدان غسان وناجي.

## دراساتها
التحقت بالجامعة الأردنية وحصلت منها على بكالوريوس في الأدب الإنجليزي ثم لاحقا بعد غياب وبعد الزواج التحقت مرة أخرى بنفس الجامعة وحصلت على بكالوريوس الحقوق.، وخلال الدراسة برزت موهبتها الغنائية حيث كانت من نشطاء الجامعة الأردنية في العمل الوطني وإحياء المناسبات الوطنية كمغنية صاحبة رسالة إنسانية ووطنية.

## مشوارها الفني
بدأت الغناء في سن مبكر حيث شاركت في العديد من الفرق الوطنية منها السنابل والرايات بدأت مشروعها الغنائي الخاص في مطلع التسعينيات من القرن العشرين قامت بكتابة وغناء العديد من الأغاني أصدرت العديد من الألبومات والأغاني الوطنية والإنسانية التي تعنى بالقضية الفلسطينية، حيث انها لها تاريخ طويل في مجال الأغنية الوطنية الهادفة وحازت العديد من الأوسمة والجوائز الدولية في هذا المجال، وقدمت الأوبريتات والحفلات في عدة دول عربية واجنبية.
في الذكرى الأليمة قدمت عدداً من أعمالها الفنية الغنائية التي تحاكي ذكرى النكسة وأبرزها أوبريت «قدر» من كلمات وزير الثقافة الاسبق الشاعر حيدر محمود وألحان وتوزيع وائل الشرقاوي وإخراج ناجي سلامة، وتمت فيها الإشارة إلى اهمية القدس العربية ومكانتها في السماء الاعلى وتم تصويرها في عدة أماكن في عمان والقدس الشريف.

## أعمالها

### ألبومات
- (ليا)
- (مستقبل 2000)
- (محمد الدرة 2001[8])
- (أحن إليك 2007)

### شارات الرسوم المتحركة
| سنة الإنتاج | اسم المسلسل          |
| ----------- | -------------------- |
| 1986        | العائلة السعيدة      |
| 1986        | زيكو العجيب          |
| 1987        | كان يا مكان الحياة   |
| 1988        | أليس في بلاد العجائب |
| 1988        | موليير               |
| 1991        | التوأم الصغير        |
| 1991        | أخي العزيز           |
| 1991        | عودة سنبل            |
|             | موسيقانا موسيقانا    |
|             | المهرج               |
|             | مدرستي ما أحلاها     |

### في التأليف
من خلال شركة فجرنا للإنتاج الفني  التي أنشأتها قامت بانتاج العديد من الافلام والبرامج  منها:
- (2019):صباح الليل
- برنامج شو الحل يا خال بجزئين[9]
- برنامج يا هملالي بجزئين
- عنبر ج: وهو أول مسلسل معاصر عن السجون في الوطن العربي، حصل على جائزة أفضل إخراج في مهرجان القاهرة للأعمال الفنية والإعلام 2017

## الجوائز
- مصر: ثلاث جوائز في مهرجان القاهرة للإذاعة والتلفزيون عن ألبومها «مستقبل 2000» 1999
- مصر: الجائزة البرونزية في مهرجان القاهرة للإذاعة والتلفزيون لأفضل عمل متكامل عن الاغنية الفصيحة لقاء مشاركتها في أغنية «تقدموا»2002
- مصر: على اوسكار مهرجان الفيديو كليب الدولي الثالث في القاهرة الذي خصص لاغاني الانتفاضة، من خلال فيديو كليب لاغنية «تقدموا» 2002[10]